# Club Deportivo Ecosem Pasco
El Club Deportivo Ecosem Pasco o simplemente Ecosem Pasco (acrónimo de Empresa Comunal y Servicios Múltiples) es un club de fútbol de Perú, de la ciudad de Cerro de Pasco en el Departamento de Pasco. Fue fundado el 25 de febrero de 2022 y desde la temporada 2025 se encuentra en la Liga 3, la tercera categoría del fútbol nacional.

## Historia

### 2022: Fundación
Fue fundado el 25 de febrero de 2022 por iniciativa de Frank Orbezo Lopez y un grupo de comuneros de la localidad de Huaraucaca, del distrito de Tinyahuarco y con el financiamiento de ECOSEM Huaraucaca, una empresa comunal dedicada a los rubros de minería y transporte. 

### 2022-2023: En Copa Perú
Ese mismo año (2022) ganó la Liga Distrital de Tinyahuarco, el subcampeonato Provincial de Pasco y el campeonato Departamental de Pasco. Lo que le valió la clasificación a la Etapa Nacional de la Copa Perú, llegando hasta Cuartos de final, siendo eliminados por Deportivo Garcilaso con un global de 3 a 3, equipo que se coronaría Campeón de la Copa Perú 2022 y lograría su ascenso a la Liga 1.
Dicha participación le permitió acceder de forma automática a la Etapa Departamental de Pasco 2023, donde obtuvo el bicampeonato, participando así por segunda vez consecutiva en la Etapa Nacional de la Copa Perú 2023, donde volvería a llegar hasta Cuartos de final, esta vez eliminado ante UCV de Moquegua en la definición por penales por (0-0, 4-1), equipo que conseguiría su ascenso a la Liga 2.

### 2024: El ascenso al fútbol semiprofesional
En 2024 al igual como en el año pasado, accedió directamente a la Etapa Departamental de Pasco donde no tuvo la misma suerte tras quedarse con el subcampeonato, por detrás del campeón Sociedad Tiro Nº28, aun así clasificando con este mismo mencionado a la Etapa Nacional de la Copa Perú 2024. Una vez ahí finaliza cuarto en la tabla general, accediendo a los dieciseisavos de final donde su rival fue el Deportivo Municipal de Vice venciendo 3-1 en el global. En octavos de final se enfrentó a Deportivo El Inca, equipo al que también venció con un apretado 4-3 global. Llegando a cuartos de final el contrincante fue Nacional FBC, a partido único jugado en Lima, nuevamente termina eliminado en esa misma instancia por tercer año consecutivo esta vez con un 0-1 como resultado. A pesar de quedar eliminados nuevamente en cuartos, consiguen el ascenso a la nueva Liga 3 como el representante de Pasco, debido a que Tiro 28, el otro representante del departamento, quedó eliminado 2 fases antes.

## Uniforme
- Uniforme titular: Camiseta azul, pantalón azul, medias azules, todo con vivos rojos.
- Uniforme alternativo: Camiseta blanca, pantalón blanco, medias blancas, todo con vivos azules y rojos.

## Entrenadores
- Elmer Castro (2022)
- Juan Carlos Bazalar (2022)
- Roberto Arrelucea (2022-2023)
- Francisco Pizarro (2023)
- Erick Torres (2023)
- Mario Flores (2023)
- Roberto Tristán (2024)
- Tomás Reyes (2025)
- Jose Hermitaño Atencio (2025)
- Carlos Roberto Tinoco Alarcón (2025)

## Palmarés

### Torneos regionales
| Competición regional                | Títulos    | Subcampeonatos |
| ----------------------------------- | ---------- | -------------- |
| Liga Departamental de Pasco (2/1)   | 2022, 2023 | 2024           |
| Liga Provincial de Pasco (0/1)      |            | 2022           |
| Liga Distrital de Tinyahuarco (1/0) | 2022       |                |